# Rezerwat przyrody Dylewo

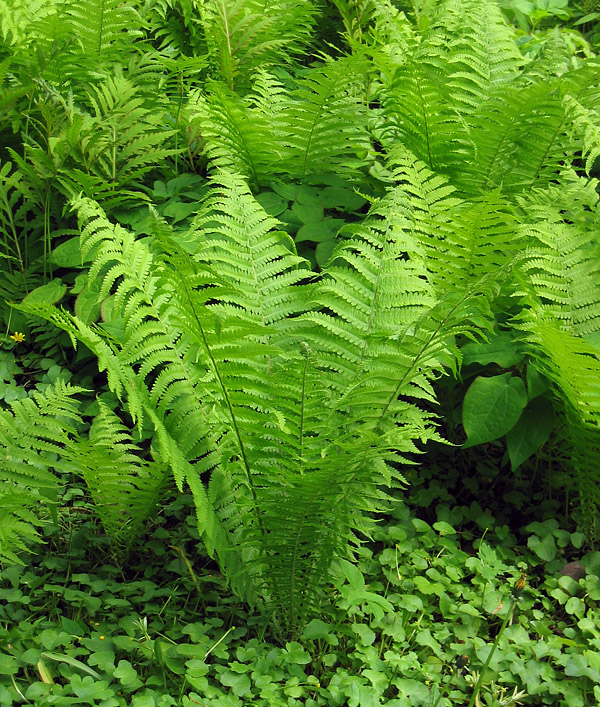
Pióropusznik strusi

Rezerwat przyrody „Dylewo” – rezerwat leśny położony na Pojezierzu Chełmińsko-Dobrzyńskim, na terenie gminy Ostróda (województwo warmińsko-mazurskie), w obrębie Parku Krajobrazowego Wzgórz Dylewskich. Obszar leśny znajduje się w zarządzie Nadleśnictwa Olsztynek.
Utworzony w 1970. Powierzchnia 10,12 ha (akt powołujący podawał 9,46 ha). Ochroną obejmuje kompleks 115-letniej buczyny pomorskiej, która porasta wschodnie zbocza Dylewskiej Góry. W drzewostanie dominuje buk zwyczajny, w domieszce występuje jawor, modrzew europejski, dąb bezszypułkowy, świerk pospolity i sporadycznie inne gatunki drzew. Na terenie rezerwatu występuje ponadto rzadki w tym rejonie pióropusznik strusi, a także marzanka wonna, kostrzewa leśna, perłówka jednokwiatowa i gnieźnik leśny.